# Lester Peltier
Lester Stefan Peltier est un footballeur international trinidadien né le 13 septembre 1988 à Carenage. Il joue au poste d'attaquant à Al-Taqadom.

## Biographie
Le 19 juin 2012, le transfert de Peltier à Bratislava est confirmé.

## Palmarès
- Champion de Slovaquie en 2013 et 2014
- Vainqueur de la Coupe de Slovaquie en 2013
- Vainqueur de la Supercoupe de Slovaquie en 2013 et 2014
- Championnat d'Arménie en 2017